# Rubus fryei
Rubus fryei är en rosväxtart som beskrevs av H. A. och T. Davis. Rubus fryei ingår i släktet rubusar, och familjen rosväxter. Inga underarter finns listade i Catalogue of Life.